# Nippostrongylus brasiliensis
Nippostrongylus brasiliensis är en rundmaskart som först beskrevs av Lauro Travassos 1914.  Nippostrongylus brasiliensis ingår i släktet Nippostrongylus och familjen Heligosomidae. Inga underarter finns listade i Catalogue of Life.